# Гемібореальний
Гемібореальний — термін, що найчастіше використовується в кліматології по відношенню до екосистем, розташованих між зонами помірного та бореального (тобто, субарктичного або субантарктичного) клімату.

## Ботаніка
Гемібореальному лісу притаманні деякі характеристики як бореальних лісів, так і лісів помірного поясу. В такому лісі звичайно домінують хвойні дерева, але зустрічаються також і листопадні види (дуб, клен, ясен, берези і т.ін.)

## Клімат
Також даний термін може застосовуватись по відношенню до клімату, що характеризується холодними зимами та теплим, не спекотним, літом; сюди можуть включатись напівпосушливі та посушливі території.

### Приклади
- Більша частина півдня Канади (окрім деяких ділянок півдня Онтаріо та Зони Прерій поза межами власне ландшафту прерій)
- В США — штати Мен, Нью-Гемпшир, Вермонт, північні частини штатів Нью-Йорк, Мічиган, Вісконсин та Міннесота, схід штату Північна Дакота
- В Євразії — центральна Швеція, рівнинні частини південної Норвегії на північ до Тронгейма, південне узбережжя Фінляндії (між містами Котка та Турку), вся територія Естонії, Латвії, Литви та Білорусі, північна частина України; в Росії зона гемібореального клімату витягнута смугою в південній частині Сибіру та Далекого Сходу.